# 중리중학교 (대전)
중리중학교(中里中學校)는 대한민국 대전광역시 대덕구 중리동에 있는 공립 중학교이다.

## 학교 연혁
- 1988년 12월 19일 : 학교 설립인가 12학급
- 1989년 3월 1일 : 초대 김해순 교장 취임
- 1989년 3월 7일 : 개교 및 입학식(4학급 200명)
- 2024년 1월 5일 : 제33회 졸업식 63명 졸업(총 졸업생 10,542명)
- 2024년 3월 4일 : 제36회 입학식 (3학급 56명)
- 2024년 9월 1일 : 제19대 전서경 교장 취임

## 참고 자료
- 중리중학교 - 한국교육학술정보원 학교알리미